# Trzek
Trzek (według Słownika geograficznego Królestwa Polskiego pojawiający się w źródłach od 1349 roku jako Trsek, Strzek, Trczek, Trzeki) – wieś w Polsce położona w województwie wielkopolskim, w powiecie poznańskim, w gminie Kostrzyn. Jeden z najstarszych ośrodków grodowych we wczesnym średniowieczu na ziemi gnieźnieńskiej, funkcjonujący od VIII do połowy X wieku. Grodzisko, lokalnie nazywane "Szwedzkimi okopami", istnieje do dziś. Ma kształt kolisty (wymiary 71 x 78 m.), otoczone wałem o wysokości 6 m i częściowo zasypaną fosą o szerokości 8 m. Majdan grodziska zajmuje powierzchnię 34 x 36 m. 
W latach 1975–1998 miejscowość administracyjnie należała do województwa poznańskiego.

## Historia
Niektórzy właściciele i dzierżawcy:
- 1510 r. - Jan Modliboski wspomniany jako częściowy dziedzic dóbr
- 1526 r. - Jan Zaworski wspomniany jako dziedzic we wsi Trzek
- 1554 r. - Michał Trzecki sprzedaje swoje części dóbr bratu Wojciechowi
- 1555 r. - Wojciech Trzecki zakupuje od braci Bartłomieja i Jakuba ich części dóbr
- 1578 r. - Wojciech i Stanisław Trzeccy bratu Maciejowi sprzedają swoje części dóbr Trzek
- 1598 r. - Maciej Trzecki sprzedaje Benedyktowi Mańkowskiemu dobra Trzek
- 1639 r. - Ewa Mankowska, żona Piotr Chełkowski rezygnuje z dóbr Trzek na rzecz Kaspra Miaskowskiego
- 1685 r. - Jan Miaskowski h. Bończa II wspomniany jako dziedzic dóbr
- 1717 r. - Jan Stablewski h. Oksza nabył od Miaskowskich dobra Trzek[5]
- 1731 r. - umiera Jan Stablewski, dobra dziedziczą jego synowie: Wawrzyniec, Antoni, Michał, Franciszek
- 1760 r. - bracia Antoni i Michał Stablewscy sprzedają dobra Trzek swojemu bratu Wawrzyńcowi Stablewskiemu
- ok. 1800 r. - Walenty Topolski h. Ogończyk nabywa dobra Trzek
- 1834 r. - umiera Walenty Topolski, dobra dziedziczą jego synowie Stanisław i Antoni
- 1859 r. - Stanisław Topolski wymieniony w ogłoszeniu Sądu w Środzie o sprzedaży koniecznej dóbr rycerskich Trzek
- 1881 r. - Antoni Topolski, prawnik, tajny radca Sądu Apelacyjnego w Poznaniu, zapisuje w testamencie dobra siostrzeńcowi Ludwikowi Żółtowskiemu
- 1883 r. - Ludwik Żółtowski h. Ogończyk, adwokat i notariusz, odziedziczył Trzek
- 1891 r. - Żółtowski sprzedaje dobra Trzek Komisji Kolonizacyjnej